# Papa Inocêncio VIII
Inocêncio VIII (em latim: Innocentius VIII), nascido Giovanni Battista Cibo; (Génova, 1432 – Roma, 25 de julho de 1492) foi o 213.º Papa da Igreja Católica e Soberano dos Estados Papais de 29 de agosto de 1484 até a data de sua morte.
Sua eleição papal garantiu que a Família Cibo permanecesse socialmente distinta por algumas gerações, embora nunca tenham sido tão proeminentes quanto algumas das outras dinastias que traçaram seu status exaltado de volta a um ou mais papas renascentistas.

## Biografia
Filho de Arano Cibo (também Aronne ou Aranino) e Teodorina de Mari. Ele era chamado de Cardeal de Molfetta. Tio de Lorenzo Cibo de' Mari (1489). Seu sobrenome também é listado como Cybo, Cybò e como Zibo. Outros cardeais da família foram Inocêncio Cybo (1513), Alderano Cibo (1645) e Camillo Cibo (1729).
Giovanni Battista estudou em Pádua e Roma. Viveu na corte licenciosa dos príncipes de Aragão, em Nápoles. Entrou para o estado eclesiástico e para o serviço do cardeal Filippo Calandrini por volta de 1460. Preboste de Gênova.
Sob Paulo II, eleito bispo de Savona em 5 de novembro de 1466. Consagrado em 28 de janeiro de 1467, tomou posse da sé em 25 de abril do mesmo ano. Sob Sisto IV, nomeado bispo de Molfetta em 16 de setembro de 1472, ocupando-a até sua eleição para o papado. Datário do papa de 1471 a 1473.
Criado cardeal-presbítero no consistório de 7 de maio de 1473; recebeu o chapéu vermelho na Basílica de Santa Maria Maior, em 10 de maio, e o título de S. Balbina, em 17 de maio. Optou pelo título de S. Cecília em janeiro de 1474. Em junho de 1476, quando o papa foi para Viterbo, deixou-o como legado em Roma durante a peste. Governador de Siena. Legado perante o Sacro Imperador Romano Frederico III e Mattias Corvin, rei da Hungria. Camerlengo do Sagrado Colégio dos Cardeais de 5 de junho a 31 de outubro de 1482, durante a ausência do Cardeal Ausias Despuig. Eleito camerlengo do Sacro Colégio dos Cardeais em 19 de janeiro de 1484; ocupou o cargo até sua eleição para o papado.
No conclave de 1484, foi eleito papa em 29 de agosto, e tomou o nome de Inocêncio VIII. Para sua eleição, contou com a ajuda de Giuliano della Rovere e recorrendo a inúmeras intrigas. Coroado em 12 de setembro, nos degraus da basílica patriarcal do Vaticano, pelo cardeal protodiácono Francesco Nanni-Todeschini-Piccolomini. Durante seu pontificado, criou oito cardeais em um consistório.
Em guerra com Fernando de Nápoles, Inocêncio VIII concluiu a paz apenas em 1492, quando o Estado da Igreja estava agora terrivelmente corroído por rebeliões e tiranias locais. Para consolidar sua aliança com os Medici, ele ordenou o filho de treze anos de Lourenço, o Magnífico, Giovanni. Quando seu chamado para uma cruzada contra os turcos falhou, Inocêncio fez um acordo em 1489 com o sultão Bayezid II para manter Cem, irmão fugitivo de Bayezid e pretendente ao trono turco, confinado no Vaticano em troca de um pagamento anual e o presente da Lança Sagrada.
No campo religioso, condenou as teses de Pico della Mirandola e proclamou em 5 de dezembro de 1484 a bula Summis Desiderantis Affectibus. Neste documento, ele relacionava os crimes atribuídos aos bruxos e dava plenos poderes à Inquisição para prender, torturar e punir todos os que fossem suspeitos do 'crime de feitiçaria'. Enquanto mecenas, protegeu e encomendou obras de vários artistas: estandartes e brasões pintados por Perugino por sua coroação; afrescos de Andrea Mantegna na pequena cúpula da capela do Belvedere; e o monumento funerário de Antonio Pollaiolo em São Pedro.
O papa morreu na quarta-feira, 25 de julho de 1492, cerca das 21h, em Roma. Sepultado na basílica patriarcal do Vaticano em um mausoléu de bronze, obra de Antonio Pollajuolo; atualmente está na nave esquerda ao lado do coro dos cônegos da basílica.

## Lenda do primeiro transplante sanguíneo
Segundo uma famosa e controversa lenda, Inocêncio VIII teria sido a primeira pessoa a receber um transplante sanguíneo; tal transplante teria sido feito por via oral, com o sangue de três garotos de 10 anos. Outra versão da história, apontada por alguns autores, conta que o papa teria sido convidado a beber o sangue dos garotos por seu médico, para tratar uma grave doença renal.